# Цирус Стандард (ваздухопловна једрилица)
Цирус Стандардчији је оригиналан назив је једноседа ваздухопловна једрилица Сдандард класе намењена спортским такмичењима.

## Пројектовање и развој
Једрилицу Стандард Цирус (Schempp-Hirth Standard Cirrus) је пројектовао немачки конструктор Клауса Холихауса (Klaus Holighaus) после Цируса Отворене класе (Open Class Cirrus). Сва добра и проверене решења своје претходнице примењена су и код ове једрилице. Конструкција је решетка од цеви у централном делу трупа, труп је фиберглас сендвич а крила су ПВЦ пена као испуна са оплатом од фибергласа. Крила имају аеродинамичке кочнице на горњој страни. Ново је било Т-реп са помичним хоризонталним стабилизатором и крмилом дубине. Извесна побољшањима у корену крила, већим аеродинамичким кочницама и другим мањим побољшањима обављена су 1975. године када је и почела производња овог модела који је назван Цирус 75. Да би се повећао конфор пилота и ергономија, 1981. године је уведена варијанта Цирус 81 са пространијом пилотском кабином.

### Технички опис
Једрилица Стандард Цирус је у потпуности направљена од стаклопластике (фибергласа). Крило је трапезоидног облика, аеропрофила Wortmann FX-S-02-196 mod (19,6%); врх Wortmann FX 66-17A II 182 (17%) и има две рамењаче. Крила су направљена по сендвич принципу, оплата од стаклених влакана а испуна ПВЦ пена. Ремењаче крила су такође направљена од стаклопластике као и оплата крила и чине јединствену целину. Крилца су везана за другу ремењачу помоћу шарки. Крила су опремљена аеродинамичким кочницама SCHEMPP-HIRTH.
У централном делу трупа се налази део металне решеткасте конструкције која служи за везивање трупа и крила. Поред тога за ову металну конструкцију су причвршћене полуге управљачког механизма једрилице и конструкција стајног трапа. Стајни трап се састоји од увлачећег точка са добош кочницом испод кабине пилота и фиксним гуменим точком који се налази на репу уместо дрљаче.
Положај пилота у кабини је полулежећи. Кабина је опремљена стандардним инструментима за контролу лета: брзиномер, висиномер, вариометар и магнетни компас. Поклопац кабине је једноделан од плексигласа и отвара се на страну. Оков му омогућава лако одбацивање у случају опасности.
Репне површине имају облик слова Т, што значи да је хоризонтални стабилизатор на врху вертикалног стабилизатора, и израђене су технолошки као и крило.

### Варијанте једрилица
- Standard Cirus - Прва производна верзија ове једрилице
- Standard Cirus 75 - Побољшања на крилима и аеродинамичким кочницама
- Standard Cirus 81 - Повећана кабина пилота
- Standard Cirus G - Повећана кабина пилота, повећана сопствена тежина за 3 kg, повећан водени баланс на 130 lit.

Овде су наведени основни типови једрилица Стандард Цирус (они који су се производили у ВТЦ Вршац) детаљна листа обухвата и ознаке произвођача

## Карактеристике
Карактеристике наведене овде се односе на једрилицу Стандард Цирус а према изворима
| Финеса      | 1 : 38,5 при брзини 90 km/h |
| Перформансе | - максимална брзина 220 km/h - минимална брзина 62 km/h - макс. брзина аеро вуче 150 km/h - макс. брзина витла 120 km/h - минимално пропадање 0,6 m/s при брзини 71 km/h                                        |
| Димензије   | - размах крила 15,00m - дужина 6,35m - висина 1,32m - површина крила 10,00m2 - аеропрофил крила корен: Wortmann FX-S-02-196 mod (19,6%); врх Wortmann FX 66-17A II 182 (17%) - макс. оптеречење крила; 39 kg/m2 |
| Маса        | - сопствена 215 kg - полетна 390 kg - водени баланс; 80 kg |

## Оперативно коришћење
Једрилица Стандард Цирус се производила у Нeмачкој у матичној фирми Schempp-Hirth од 1969. до априла 1977. а произведено је око 500 једрилица овог типа. У периоду од 1972 и јула 1975 ове једрилице је производила и немачка фирма Grob Aircraft на основу лиценцног права и направила је 200 комада. Француска компанија, Lanaverre Industrie, је такође  изградила 38 Стандард Цирус-а на основу лиценце до 1979. У Југославији се у Фабрици Авиона и Једрилица Јастреб, Вршац Стандард Цирус производио до 1985. године и достигао бројку приближно 100 једрилица. На основу овога види се да је укупно произведено 838 Стандард Цируса свих варијанти. Ова једрилица је добро прихваћена широм света и добро се продавала на радост многих једриличара и произвођача.
Спортска каријера Стандард Цируса је добро почела. Он је победио на првенству САД 1969. години у Стандард класи. Иако је фабрика декралисала финесу од 38,5 стварну финесу у реалним условима (измерили су Пол Бикле (Paul Bikle) и Ричард Џонсон (Ricard H. Johnson)) и она износи око 35,5. Спортски живот ове једрилице још није завршен, она и дан данас учествује на спортским такмичењима.

## Сачувани примерци
У Србији лети око десет једрилица овог типа. Иако је ова једрилица још активна она је већ заузела место у Ваздухопловним музејима. 

## Земље које су користиле ову једрилицу
| - Аргентина - Аустрија - Белгија - Канада - Данска - Француска - Немачка - Југославија - Холандија | - Хрватска - Чешка - Словачка - Словенија - Босна и Херцеговина - Ирска - Италија - Јужна Африка - Мађарска | - Пољска - Србија - Аустралија - Нови Зеланд - Русија - Велика Британија - Швајцарска - Шведска - Шпанија - USA |